# Carola Anding
Carola Anding, née Jacob le 29 décembre 1960 à Struth-Helmershof, est une ancienne fondeuse allemande.

## Palmarès

### Jeux olympiques
- Jeux olympiques d'hiver de 1980 à Lake Placid  États-Unis:
  -  Médaille d'or en relais 4 × 5 km

### Championnats du monde
- Championnats du monde de 1982 à Oslo  Norvège:
  -  Médaille de bronze en relais 4 × 5 km